# Hôtel-Dieu de Vire
L'Hôtel-Dieu de Vire est un édifice situé sur le territoire de la commune de Vire Normandie dans le département français du Calvados.

## Localisation
Le monument est situé dans le département français du Calvados, à Vire-Normandie, dans l'ancienne commune de Vire, 4 place Sainte-Anne.

## Histoire
Le bâtiment actuel, conçu à la fin du XVIIe siècle par Jean-Baptiste Flotard, architecte et moine bénédictin, est daté du XVIIe siècle au XIXe siècle. C'est l'ancien couvent des Augustines.
La fondation de l'institution date du règne de Guillaume le Conquérant ou de Henri Ier Beauclerc.
La salle des pauvres, la chapelle et le chœur sont reconstruits au milieu du XVIIIe siècle. Vers 1771, le corps principal de l'édifice est reconstruit ainsi qu'une aile.
Le complexe sert de pensionnat au XIXe siècle.
L'édifice sert d'hôpital auxiliaire pendant la Première Guerre mondiale.
Les religieuses sont présentes jusqu'en 1956 ou 1958 et s'occupent des habitants et des pèlerins en route vers le Mont Saint Michel.
Le bâtiment sert alors de nouvel écrin aux collections du Musée de Vire et également de maison de retraite.
Le bâtiment fait l'objet d'une inscription comme monument historique depuis le 13 février 1975.

## Architecture
L'édifice de style classique est en granit.
Côté jardin, le bâtiment principal est percé d’un porche situé dans l’axe du porche d’entrée côté cour. La façade principale de l’hôtel-Dieu offre une élégante ordonnance sur deux étages. Chaque niveau présente un rythme de quinze ouvertures aux linteaux incurvés. Au milieu, un large fronton triangulaire en légère avancée est percé d’un oculus dissimulant un mécanisme d’horlogerie. Il abrite un escalier d’origine, à balustres de bois.
Côté cour, le piéton pénètre sous un porche composé de deux pilastres de granit. Au fond de cette cour, le corps de logis réunit les deux ailes latérales : la chapelle à gauche et à droite, la salle des malades dite « salle Polinière » (partie la plus ancienne) qui est aujourd’hui une salle municipale indépendante du musée.
Une aile a été construite au XVIIIe siècle perpendiculairement à ce corps de logis. Elle longe le fleuve et ferme d’un côté le jardin « à la française ». Les façades en pierre de granit roux et bleu, et les toitures d’ardoises (la toiture du logis est garnie de lucarnes de bois à oculus).